# توماس گروسن
توماس گروسن (انگلیسی: Thomas Gravesen؛ زادهٔ ۱۱ مارس ۱۹۷۶) یک بازیکن فوتبال اهل دانمارک است.
وی همچنین در تیم ملی فوتبال دانمارک بازی کرده‌است.